# Елена Гяуров
Елена Гяуров (на италиански: Elena Ghiaurov) е италианска актриса.

## Биография
Тя е родена през 1965 година в семейството на българския оперен певец Николай Гяуров и първата му съпруга Златина Мишакова. Родът им е по произход от драмското село Плевня, Егейска Македония. Израства в Италия, където завършва Театралната школа „Пауло Граси“ в Милано, след което работи главно в театъра. През 1998 година участва във филма на братя Тавиани Tu ridi.